# オデッサ美術館

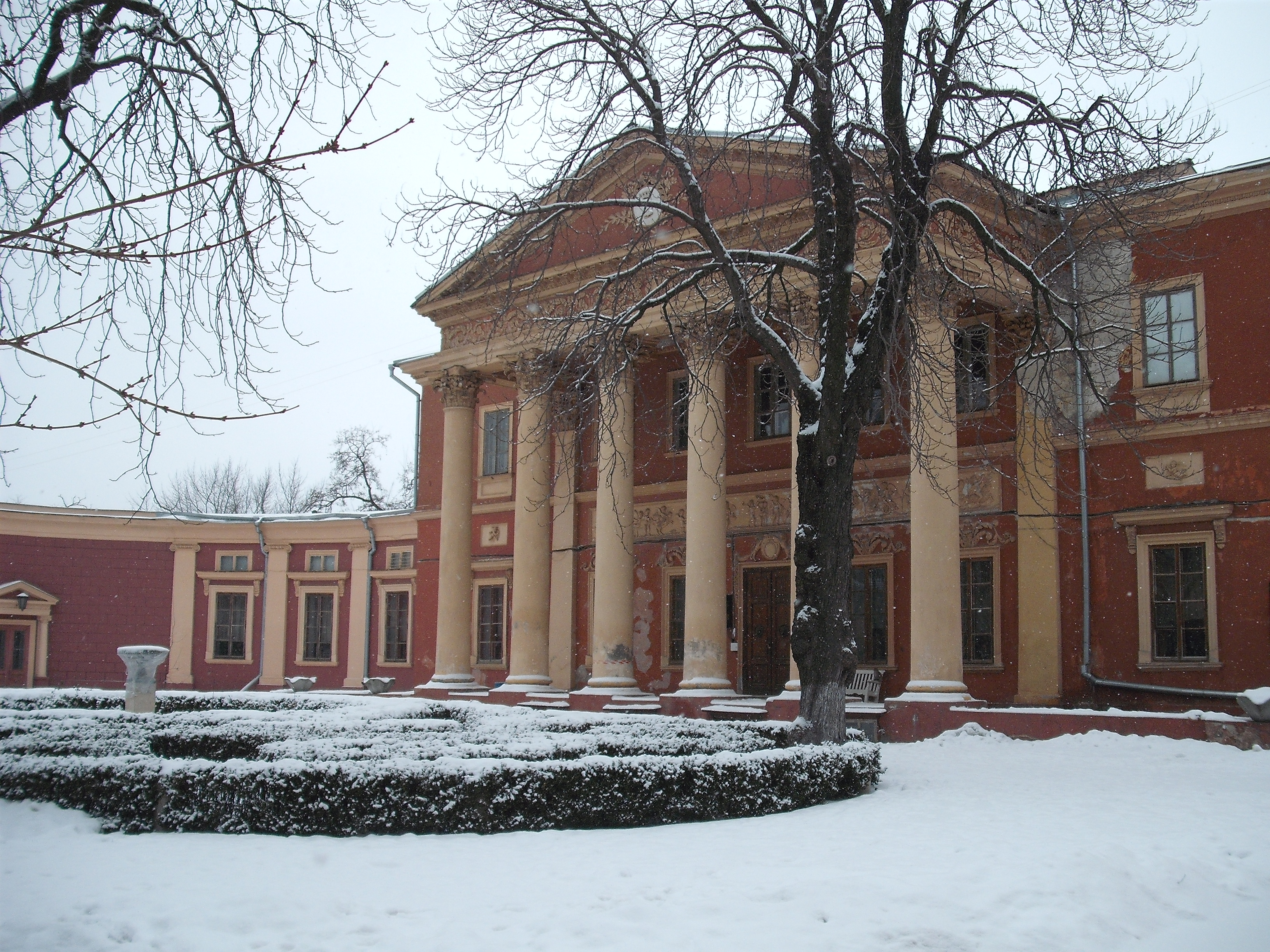
20世紀に外観が赤く塗り直された美術館のファサード

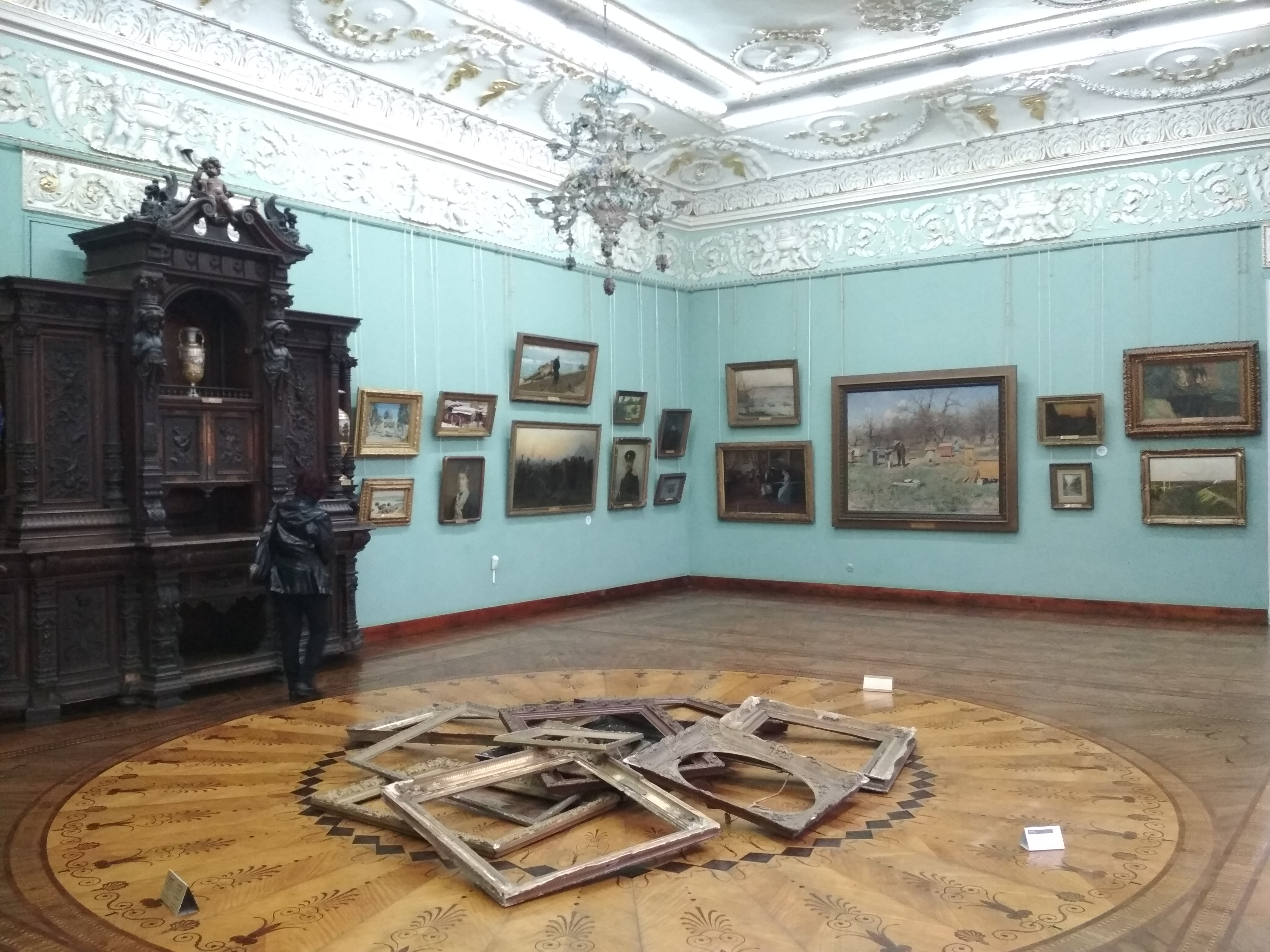
オデッサ美術館の内部

オデッサ美術館（オデッサびじゅつかん、オデーサ美術館、Одеський національний художній музей）は、ウクライナのオデッサ市にある主要な美術館の一つである。日本語ではオデッサ国立美術館、あるいはオデーサ国立美術館とも表記される。1899年に設立され、19世紀初頭の建築記念物であるポトツキ宮殿（pɔˈtɔt͡skʲi）に位置する。現在、1万点以上の美術品を所蔵し、19世紀後半から20世紀初頭の著名なロシアおよびウクライナの芸術家の絵画を含む。オデッサ市内で毎月最終日曜日に無料入館日を設けている唯一の美術館である。

## 歴史
オデッサ国立美術館が位置するポトツキ宮殿は、オデッサで最も古い宮殿の一つである。ポーランド・リトアニア連邦の元セイム議員で、ハルキウ大学の監督者だったセヴェリン・ポトツキの依頼により建設された。彼は裕福な地主で、所有するセヴェリノフカ村には、宮殿やオデッサの公共建築に使用された明るい色の石灰岩の採石場があった。
建設は1805年に始まり、イタリア人建築家フランチェスコ・ボッフォが監督した。主要な建物は1810年に完成したが、ナポレオン戦争の影響で内装工事は1824年から1828年にかけて行われた。
宮殿は新古典主義建築の典型で、2階建ての建物に6本のドーリア式円柱が支えるティンパヌム付きのポルチコが特徴である。主棟は半円形のギャラリーで側翼と繋がり、クール・ドヌール（名誉の中庭）を形成する。背後には、ロマンティックな洞窟を備えたイングリッシュ様式の風景庭園がある。内部は、19世紀初頭の折衷主義的な装飾が施されている。
セヴェリン・ポトツキの死後、宮殿は遠縁のオルガ・ポトツカが相続し、後にレフ・ナリシュキンと結婚したため「ナリシュキン宮殿」と誤って呼ばれることがある。1888年にオデッサ市長グリゴリオス・マラスリスに売却され、1892年にオデッサ美術協会が購入した。1899年に美術館として開館し、初期のコレクションはサンクトペテルブルクの帝国美術アカデミーからの寄贈品が中心だった。1920年代に「人民美術館」、第二次世界大戦後に「オデッサ美術ギャラリー」と改称され、2021年に現在の名称となった。
ロシアのウクライナ侵攻中、美術館は建物とコレクションの保護に努めた。2022年には「Museum for Change」プログラムで98,000米ドルの助成金を受けた。
2023年11月5日、ロシアの空爆により建物が深刻な損傷を受けた。美術館の124周年記念日だったこの攻撃で窓が吹き飛び、壁が損壊したが、コレクションに直接の被害はなかった。美術館は追って通知があるまで閉館している。

## コレクション

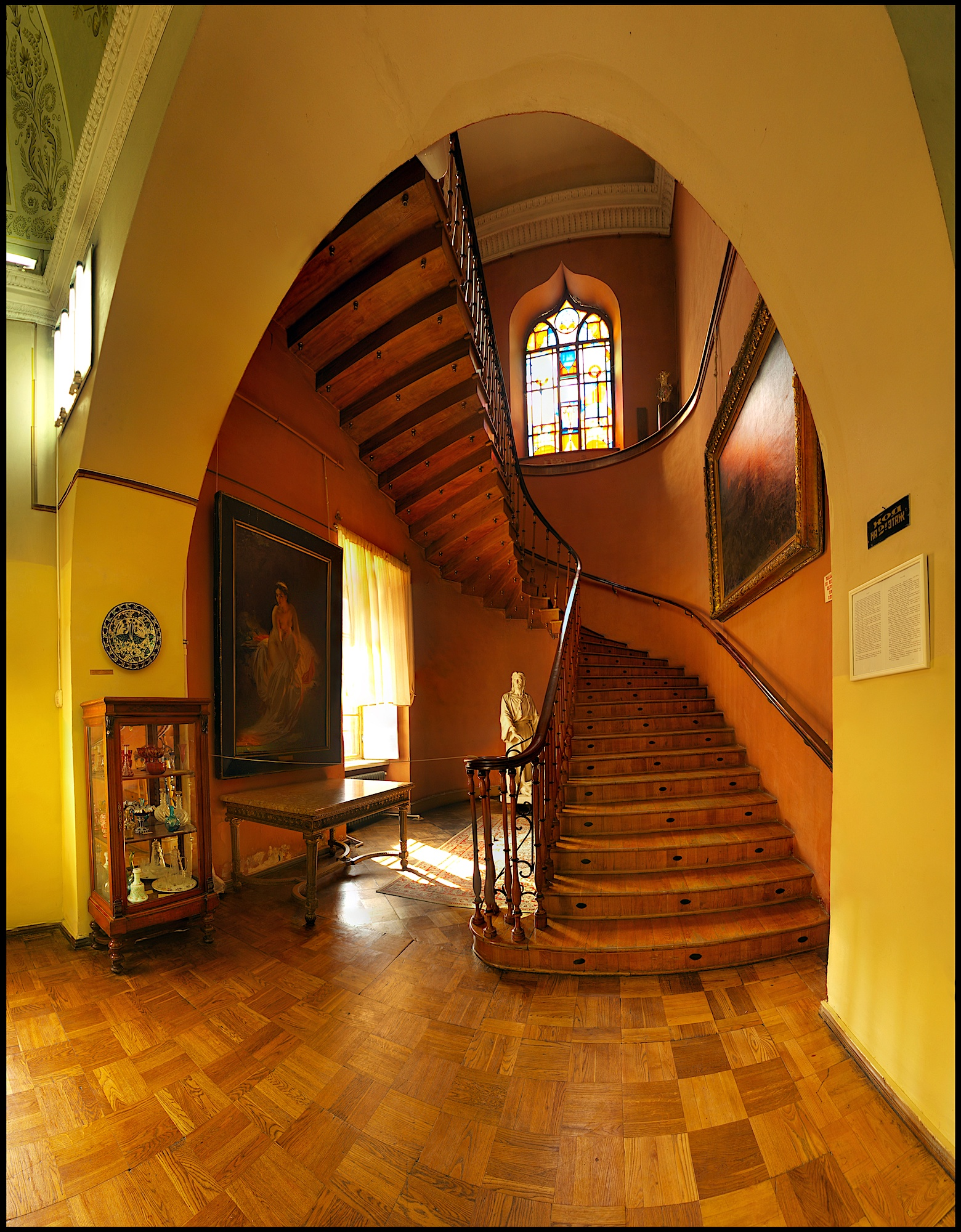
ポトツキ宮殿の折衷主義的な内部

オデッサ国立美術館は、絵画、素描、彫刻、装飾芸術など1万点以上の作品を所蔵する。26の展示室では、16世紀から20世紀の作品や17世紀の世俗肖像画が展示されている。
特に、イヴァン・アイヴァゾフスキーの多数の作品やワシリー・カンディンスキーの初期の絵画、ペレドヴィージニキ運動のコレクションが注目される。イヴァン・クラムスコイ、アレクセイ・サヴラソフ、イサーク・レヴィタン、イヴァン・シーシキン、アルヒープ・クインジ、イリヤ・レーピン、ワシーリー・スリコフ、アレクサンドル・ベノワ、ヴァレンティン・セロフ、ミハイル・ヴルーベリ、ニコライ・リョーリフ、ボリス・クストーディエフ、コンスタンティン・ソモフらの作品も展示されている。
地元の絵画学校「TURH」のコレクションも充実しており、キリアック・コスタンディ、エフゲニー・ブコヴェツキー、ゲラシム・ゴロフコフ、チト・ドヴォルニコフ、ペトル・ガンスキー、ゲンナディ・ラディジェンスキー、アレクサンドル・スティリアヌディ、ピョートル・ニルス、ニコライ・クズネツォフ (画家)らが代表的な画家である。
オデッサで唯一のソビエト絵画コレクションを所蔵し、社会主義リアリズムを含む初期および後期のソビエト芸術、禁止された作品と公式に承認された作品が展示されている。テオフィル・フラエルマン、ユーリ・エゴロフ、ヴァレリー・ゲガミャン、マルティロス・サリャン、レオニード・ムチニク、アレクサンドル・アツマンチュク、アナトール・ペトリツキー、ヴァレンティン・フルシュ、アムシェイ・ヌレンベルクの作品が含まれる。
2022年11月30日、オデッサ市議会はオデッサの創設者記念碑の解体と美術館への一時移設を決定した。

## ポトツキ宮殿の建築
ポトツキ宮殿は新古典主義建築の傑作である。1805年にフランチェスコ・ボッフォの監督下で建設が始まり、1810年に主要な建物が完成した。内装はナポレオン戦争の影響で遅れ、1828年に完成した。
2階建ての建物は、6本のドーリア式円柱とティンパヌム付きのポルチコが特徴で、半円形のギャラリーが主棟と側翼を繋ぎ、クール・ドヌールを形成する。背面には、人工の洞窟を備えたイングリッシュ様式の庭園がある。内部は折衷主義的な装飾が施され、19世紀初頭の豪華な雰囲気を残している。

## 洞窟
美術館の地下には空洞の地下室とギャラリーがあり、中央部に人工の洞窟が設けられている。1960年代にオデッサ修復工房が歴史的資料に基づいて修復を行い、現在は見学可能なツアーの一部となっている。